# Взаимодействующие галактики

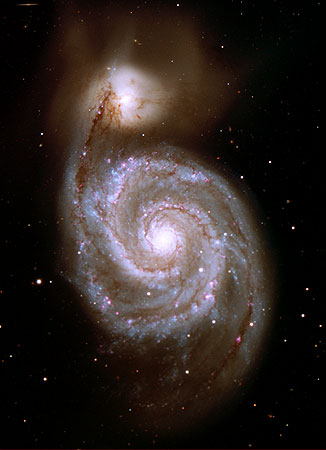
Галактика Водоворот (M51) и её спутник NGC 5195. Фотография обсерватории Китт-Пик.

Взаимодействующие галактики — галактики, расположенные в пространстве достаточно близко, чтобы взаимная гравитация существенно влияла на форму, движение вещества и звёзд, на процессы звездообразования, а в некоторых случаях и на обмен веществом между галактиками. Для взаимодействующих галактик характерно наличие «хвостов», «мостов» и выбросов вещества.

## Взаимодействие со спутником
Часто встречается взаимодействие крупной дисковой галактики с небольшим спутником. Гравитация спутника может деформировать форму диска и нарушить узор спиральных ветвей. Большая галактика в свою очередь может притянуть часть вещества спутника. Подобное наблюдается с Туманностью Андромеды и её небольшим спутником — карликовой эллиптической галактикой M32. M32 находится в 5 кпк от центра M31 и уже потеряла бо́льшую часть своего вещества.
Самыми близкими взаимодействующими галактиками являются наш Млечный Путь и Карликовая эллиптическая галактика в Стрельце (SagDEG или Sagittarius dSph). Небольшой спутник нашей галактики был открыт в 1994 году. Карликовая галактика находится внутри Млечного Пути на расстоянии 19 кпк от его центра. Предполагается, что через 1 миллиард лет спутник будет полностью поглощён и разрушен нашей галактикой. Подобные поглощения иногда называют «галактическим каннибализмом».

## Столкновение галактик

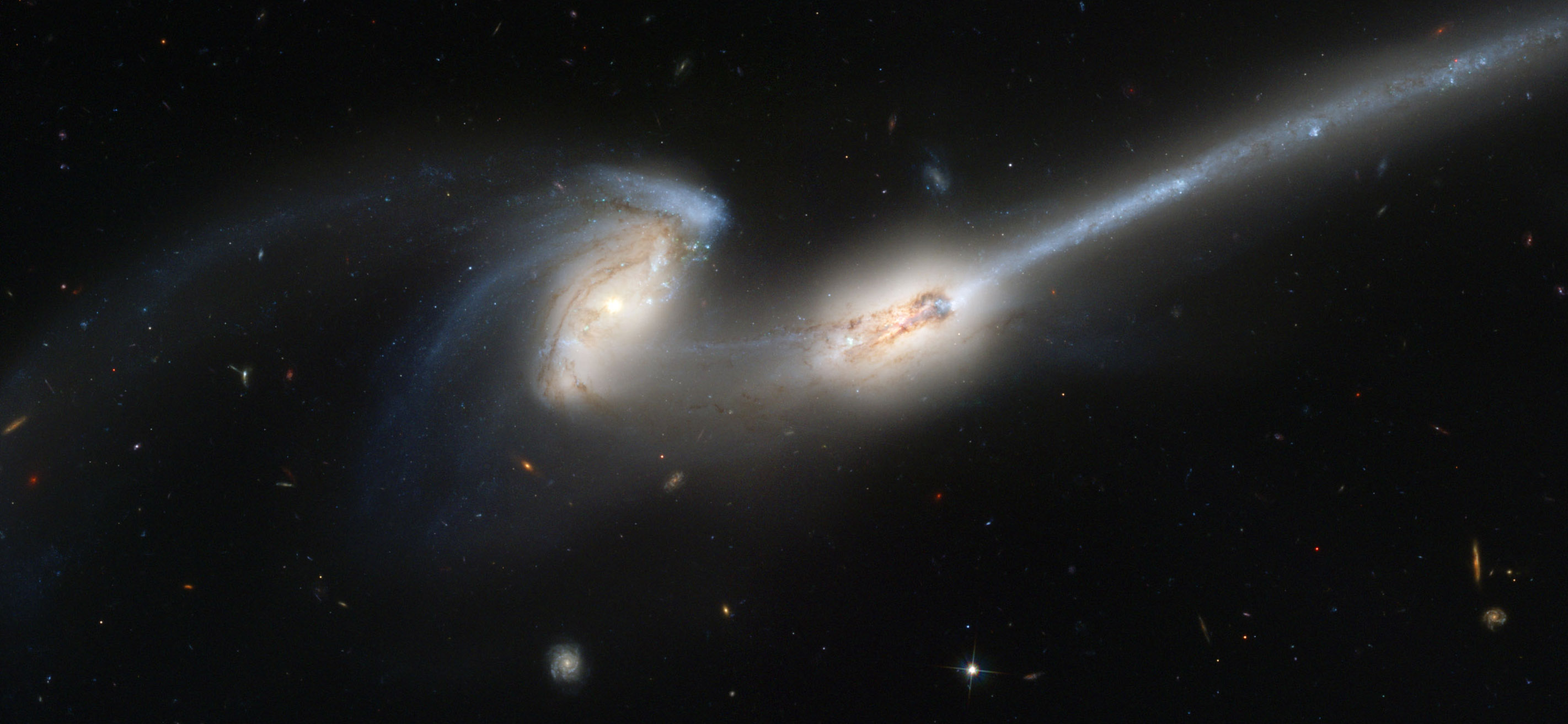
Галактики «Мышки» (NGC 4676A и NGC 4676B). Фотография телескопа «Хаббл».

Орбитальный телескоп «Хаббл» в 2006 году сфотографировал взаимодействующие галактики, две из которых разрывают третью на части (в созвездии Южной Рыбы, удалены от Земли на расстояние в 100 миллионов световых лет) под воздействием гравитации «соседок».
Столкновения галактик являются весьма распространенным явлением во Вселенной. В результате анализа 21902 галактик (сообщение начала 2009 года) было выяснено, что практически все они в прошлом встречались с другими галактиками.
Также подтверждается предположение, что около двух миллиардов лет назад произошло столкновение Млечного Пути с другой галактикой.

## Некоторые известные взаимодействующие галактики

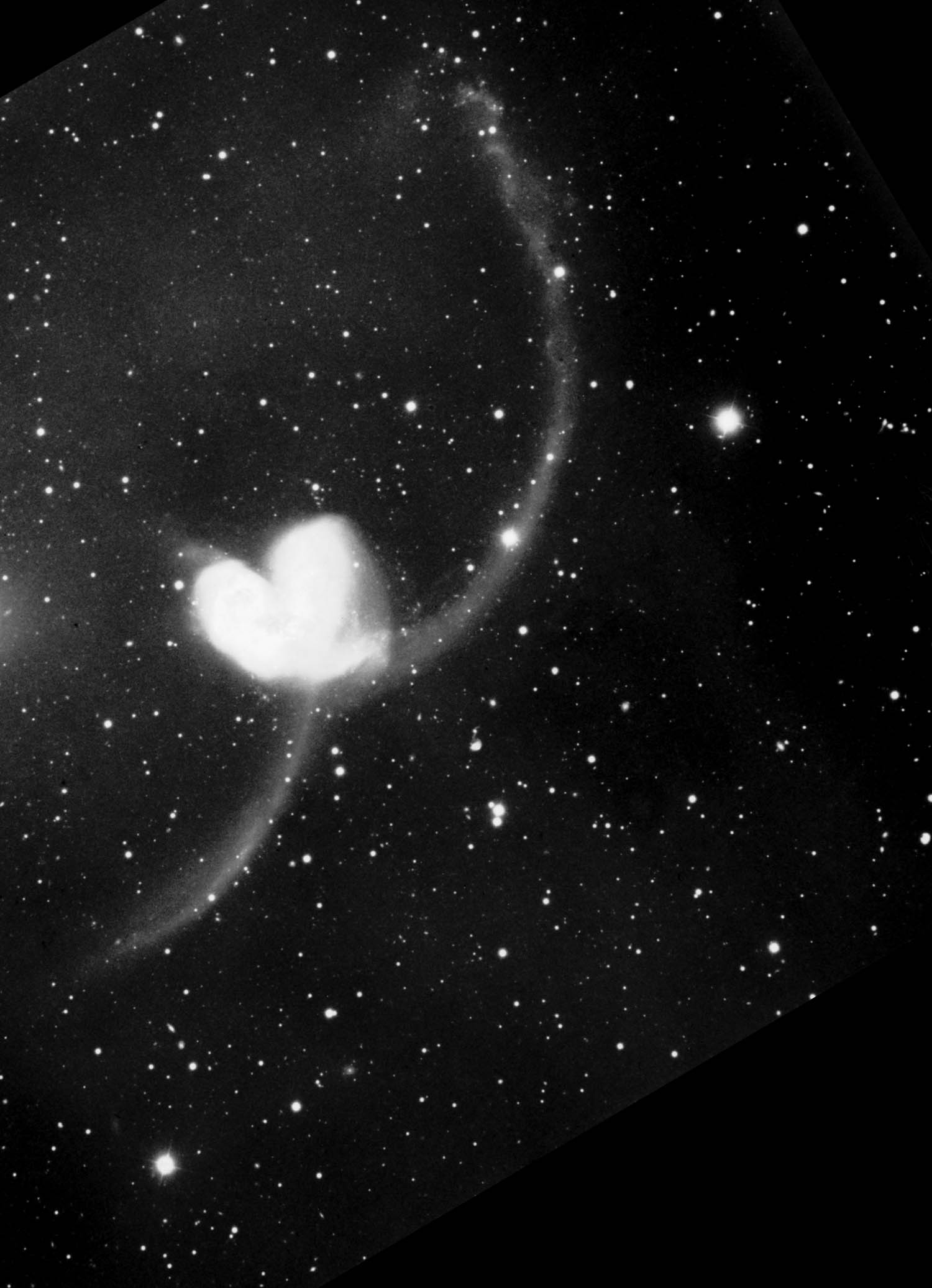
Галактики «Антенны»

| Название                                        | Тип         | Расстояние (млн св. лет) | Звёздная величина | Примечания                                         |
| ----------------------------------------------- | ----------- | ------------------------ | ----------------- | -------------------------------------------------- |
| Галактика Водоворот (M51) и NGC 5195            | SAc (SB0-a) | 37                       | +8,4              | взаимодействие со спутником                        |
| NGC 2207 и IC 2163                              | SAc/SAbc    | 114                      | +11               | взаимодействие со спутником                        |
| Галактики «Мышки» (NGC 4676A и 4676B)           | S0/SB(s)ab  | 300                      | +13,5             | сталкивающиеся галактики, «хвост», выброс вещества |
| Галактики «Антенны» или «Усы» (NGC 4038 и 4039) | SAc/SBm     | 45                       | +10,3             | сталкивающиеся галактики, два «хвоста»             |

## Столкновение Млечного Пути с галактикой Андромеды
Астрономы предполагают, что наша галактика, Млечный Путь, может столкнуться с галактикой Андромеды через пять миллиардов лет. Предполагается, что в этом случае две спиральные галактики сольются в одну эллиптическую галактику.
В данный момент точно не известно, произойдет столкновение или нет. Радиальная скорость галактики Андромеды относительно Млечного Пути может быть измерена с помощью изучения доплеровского смещения спектральных линий от звёзд галактики, но поперечная скорость (или «собственное движение») не может быть прямо измерена. Таким образом, известно, что галактика Андромеды приближается к Млечному Пути со скоростью около 120 км/с, но произойдёт ли столкновение или галактики просто разойдутся, выяснить пока нельзя.